# Juska Savolainen
Juska Samuli Savolainen (Helsinki, 1 de setembro de 1983) é um futebolista finlandês que atua como meio de campo.